# فرودگاه دیرینگ
فرودگاه دیرینگ (به انگلیسی: Deering Airport) یک فرودگاه همگانی با کد یاتا DRG است که یک باند فرود شن دارد و طول باند آن ۱۰۰۶ متر است. این فرودگاه در شهر دیرینگ، آلاسکا کشور ایالات متحده آمریکا قرار دارد و در ارتفاع ۶ متری از سطح دریا واقع شده‌است.